# Michlifen
 (août 2007).
Si vous disposez d'ouvrages ou d'articles de référence ou si vous connaissez des sites web de qualité traitant du thème abordé ici, merci de compléter l'article en donnant les références utiles à sa vérifiabilité et en les liant à la section « Notes et références ».
Michlifen est une station de ski près d'Ifrane dans le Moyen-Atlas située dans un cratère d'origine volcanique à 1 800 m d'altitude.

## Histoire
Le domaine skiable constitué de cinq pistes s'étend de 1 800 à 2 000 m d'altitude. Elle est la deuxième station de sports d'hiver après l'Oukaïmeden[réf. nécessaire] au Maroc, elle est couverte de neige de mi-novembre à fin mars.
La station est entourée d'une cédraie qui s'entend jusqu'à la province Khénifra.